# Heilig Abend
Heilig Abend ist ein Schauspiel in einem Akt des deutsch-österreichischen Schriftstellers Daniel Kehlmann. Der Schauspiel-Thriller wurde am 2. Februar 2017 im Wiener Theater in der Josefstadt unter der Regie von Herbert Föttinger uraufgeführt. Die Hauptrollen hatten Maria Köstlinger als Philosophieprofessorin Judith und Bernhard Schir als Ermittler und Verhörspezialist Thomas. Das Stück spielt am späten Heiligen Abend in gespielter Echtzeit. Es ist ein Zweipersonenstück.

## Handlung
Die Philosophieprofessorin Judith wird am Heiligen Abend auf dem Weg zu ihren Eltern verhaftet. Sie hat als Philosophin über Gewalt als Möglichkeit des Protests nachgedacht. Ihr wird vorgeworfen, zusammen mit ihrem Ex-Mann um Mitternacht einen Terroranschlag geplant zu haben. Ihr Mann wurde schon vorher verhaftet und wird parallel verhört. 
Der Polizist und Verhörspezialist Thomas hat genau 90 Minuten Zeit, um zu erfahren, ob sie tatsächlich um Mitternacht einen terroristischen Anschlag verüben will, um ihn gegebenenfalls zu verhindern. Er weiß fast alles über sie, ihre Arbeit und ihre gescheiterte Ehe, und auch, dass sie sich mit ihrem Ex-Mann am Tag davor mehrere Stunden getroffen hat. Er spielt seine vermeintliche Allwissenheit in Zeiten von Smartphones und Laptops aus und setzt sie im Laufe des Verhörs mit abnehmender Zeit immer brutaler unter Druck und schreckt auch vor physischer Gewalt nicht zurück. 
Judith reagiert anfangs mit Erstaunen über sein Wissen und entgegnet ihm u. a. mit den Thesen des französischen Psychiaters, Politikers und  Schriftstellers Frantz Fanon über die Rechte Unterdrückter und versucht ihr Gegenüber wiederum mit gezielten Fragen zu irritieren und damit aus dem Konzept zu bringen. Auf ihrem Laptop wird eine Art Bekennerschreiben gefunden, das sie aber als Studienarbeit für ihre Studenten deklariert. Der Schluss ist offen, der Zuschauer erfährt die Auflösung nicht.

## Hintergrund
Inspiriert wurde Kehlmann nach eigenen Angaben zu dem Stück ursprünglich von dem US-amerikanischen Western High Noon des Regisseurs Fred Zinnemann aus dem Jahr 1952. Während der Arbeiten zu dem Stück beeinflussten ihn aber auch die Enthüllungen von Edward Snowden und die Terroranschläge vom November 2015 in Paris.

## Rezeption
Christoph Leibold meint im BR, dass Daniel Kehlmann „ein großes Dilemma unserer Tage in seinem neuen Drama“ behandelt. Dabei sei die Stärke des Stücks, „dass der Autor sich auf keine Seite schlägt, sondern die potentielle Terroristin mit der gleichen argumentativen Kraft ausstattet wie ihr Gegenüber“. Die dpa urteilt, dass das Stück „ein Wettlauf gegen die Uhr sein könnte, wirkt doch über weite Strecken eher wie ein minder dramatisches, wenngleich unterhaltsames Streitgespräch“. Heinz Sichrovsky meint in der Kronenzeitung zwar, dass das Stück etwas überambitioniert sei, aber eine starke Umsetzung hat und „klug ins Kafkaeske überhöht“ sei.

## Aufführungen
Die englischsprachige Erstaufführung fand am 19. Oktober 2017 am Theatre Royal in Bath statt; die Erstaufführung in Deutschland am  26. Januar 2018 am Residenztheater in München.
Die Inszenierung des Theaters in der Josefstadt wurde vom ORF aufgenommen und in der Edition Josefstadt bei Hoanzl 2018 veröffentlicht. 
2020 wurde das Sück unter dem Titel Das Verhör in der Nacht für das Fernsehen verfilmt. Daniel Kehlmann schrieb das Drehbuch. Der Fernsehfilm mit Sophie von Kessel und Charly Hübner in den Hauptrollen wurde im November 2020 bei Arte und im ZDF gezeigt.

## Veröffentlichung
- Daniel Kehlmann: Heilig Abend. In: Vier Stücke. Rowohlt, Hamburg 2019, S. 145–194, ISBN 978-3-498-03475-7.